# Blok VI Baru
Blok VI Baru is een bestuurslaag in het regentschap Aceh Singkil van de provincie Atjeh, Indonesië. Blok VI Baru telt 2168 inwoners (volkstelling 2010).